# Waterloo, Sierra Leone
Waterloo är en stad i Sierra Leone. Den ligger cirka 25 kilometer sydöst om huvudstaden Freetown. Det är huvudorten i distriktet  Western Area Rural.